# Georg Wolfgang Franz Panzer
Georg Wolfgang Franz Panzer (Etzelwang, 31 mei 1755 – Hersbruck, 28 juni 1829) was een Duitse arts, botanicus en entomoloog.
Georg Wolfgang Franz Panzer is de zoon van de Duitse bibliograaf Georg Wolfgang Panzer. Hij werkte als arts in Hersbruck en Neurenberg. Hij was ook botanicus en had een zeer soortenrijk herbarium. Hij verzamelde insecten en had ook een zeer belangrijke collectie die de basis was van een groot werk: Faunae insectorum germanicae initia, gepubliceerd in Neurenberg tussen 1796 en 1813 en geïllustreerd door Jacob Sturm (1771–1848), met meer dan 2.600 met de hand ingekleurde platen van individuele, levensgrote insecten. Dit werk werd uitgegeven in 109 delen over een periode van 17 jaar.
Zijn formele botanische auteur afkorting is "Panz.".

## Werken (selectie)
als auteur
- Observationum Botanicarum specimen. Schneider, Nürnberg 1781.
- Beytrag zur Geschichte des ostindischen Brodbaums. Mit einer systematischen Beschreibung desselben aus den ältern sowohl als neuern Nachrichten und Beschreibungen zusammengetragen. Raspe, Nürnberg 1783.
- De dolore. Hessel, Altdorf 1777 (zugl. Dissertation, Universität Altdorf).
- Versuch einer natürlichen Geschichte der Laub- und Lebermoosse nach Schmidelschen-Schreberschen und Hedwigschen Beobachtungen. Raspe, Nürnberg 1787.
- Faunae Insectorum Americes Borealis prodomus. Felsecker, Nürnberg 1794.
- Deutschlands Insectenfaune oder entomologisches Taschenbuch für das Jahr 1795. Felsecker, Nürnberg 1795.[1]
- Systematische Nomenclatur über weiland Jacob Schäffers natürlich ausgemahlte Abbildungen regensburgischer Insekten = J. Schaefferi iconum insectorum circa Ratisbonam indigenorum enumeratio systematica opera et studio. Palm, Erlangen 1804.
- Kritische Revision der Insektenfaune Deutschlands, Felsecker, Nürnberg 1805 (2 Bde.)
- Ideen zu einer künftigen Revision der Gattungen der Gräser. München 1813 (Sonderdruck aus Akten der Königlich bayerischen Akademie der Wissenschaften; Bd. 4).

als redacteur
- Faunae Insectorum Germanicae Initia, oder Deutschlands Insecten, Bd. 1–110. Neuaufl. Manz, Regensburg 1829ff (mit 2640 Kupfertafeln von Jacob Sturm)
  - Index entomologicus sistens omnes insectorum species in „Fauna Insectorum Germanica Descriptas“. Felsecker, Nürnberg 1813.
  - Gottlieb August Herrich-Schäffer: Faunae Insectorum Germanicae Initia oder Deutschlands Insecten, Bd. 111–191. Manz, Regensburg 1829/44.
  - Edward Saunders: Index to Panzer's „Fauna Insectorum Germaniae“. Gurney & Jackson, London 1888.
- Beyträge zur Geschichte der Insecten = Symbolae Entomologicae. Palm, Erlangen 1802.

- Bibliothèque nationale de France: cb107061452 (data)
- Author citation (botany): Panz.
- Stuttgart Database of Scientific Illustrators 1450–1950: 9728
- Gemeinsame Normdatei: 116023988
- International Standard Name Identifier: 0000 0001 2119 1932
- Library of Congress Control Number: no2001090647
- Nationale Bibliotheek van Tsjechië: mzk2002160648
- Nationale Bibliotheek van Israël: 987007290195905171
- Nederlandse Thesaurus van Auteursnamen: 070146004
- SNAC: w63p66qt
- Système universitaire de documentation: 120987740
- Trove: 1114113
- Virtual International Authority File: 7381953
- WorldCat: E39PBJhCJRXDmPrGxcG4667GpP